# Nevidzany (powiat Zlaté Moravce)
Nevidzany – wieś (obec) na Słowacji, w kraju nitrzańskim, w powiecie Zlaté Moravce na Nizinie Naddunajskiej.